# Alexander Matuška
Alexander Matuška (Banská Bystrica, 26 febbraio 1910 – Bratislava, 1º aprile 1975) è stato un critico letterario e saggista slovacco.
Utilizzò anche gli pseudonimi di Fedor Tomšič e Matúš Meščerjakov.

## Biografia
Nacque da Juraj Matuška e da sua moglie Anna, nata Pecníková. Studiò al ginnasio di Banská Bystrica e successivamente dal 1928 al 1935 alla facoltà di filosofia dell'Università Carolina di Praga. Fu professore in diverse città slovacche, dal 1941 al 1944 fu pedagogo all'Istituto magistrale di Banská Bystrica, caporedattore del giornale letterario Slovenské pohľady, assistente dell'Accademia slovacca delle scienze, vicepresidente del collegio dell'Accademia cecoslovacca delle scienze e membro di altre società letterarie e culturali.
Prese parte al congresso di unificazione tra il Partito comunista slovacco e i socialdemocratici che si tenne a Banská Bystrica il 17 settembre 1944, durante il periodo dell'Insurrezione nazionale slovacca lavorò all'ufficio stampa del Parlamento provvisorio, approntò lezioni per la radio libera dell'Insurrezione e pubblicò articoli sul giornale Nové slovo. Quando l'insurrezione fu soffocata dai tedeschi, fu arrestato e incarcerato a Banská Bystrica dal 22 al 31 dicembre 1944.
Fu rappresentante della Slovacchia alla Camera delle nazioni, una delle due Camere del Parlamento cecoslovacco.

## Attività
Iniziò a pubblicare articoli di critica letteraria durante il periodo degli studi praghesi, soprattutto su giornali cechi, perché le redazioni slovacche rifiutavano i suoi contributi, considerandoli negativisti. Più tardi pubblicò anche su DAV, Živena, Elán e dopo la guerra su Kultúrny život e su quasi tutte le riviste politico-culturali e letterarie. 
Fu iniziatore della saggistica moderna slovacca. Nei saggi ad indirizzo sociale, estetico e letterario (Profily, Nové profily, Vavríny nevädnúce) stabilì alti criteri artistici per la produzione nazionale e straniera. Scrisse saggi su Andrej Sládkovič, Janko Kráľ, Ján Botto, Pavol Országh Hviezdoslav, Ivan Krasko. Come critico espresse comprensione per le tendenze letterarie moderne (Vítězslav Nezval, Laco Novomeský), ma anche per la produzione letteraria dei classici slovacchi (Ľudovít Štúr e la sua cerchia). Fin dal principio intese la letteratura come una funzione importante della vita nazionale, apprezzò criticamente il carattere nazionale, il culto di valori vuoti, la nostalgia per il passato e la scarsa propensione alla qualità dell'opera e della produzione artistica. Scrisse monografie su Karel Čapek (Človek proti skaze), su Rudolf Jašík e su Jozef Cíger-Hronský.

## Riconoscimenti
- Titolo di artista nazionale (1969)
- Premio dell'Unione degli scrittori slovacchi (1970)
- Premio Štefan Krčméry (1971)
- Ordine del Lavoro (1964)

In vita fu omaggiato con un ritratto a olio di Andrej Dúbravský (1960) e con un film documentario del 1969, intitolato Na slovo s A. Matuškom. Dopo la morte ebbe un busto dello scultore Jozef Brezany (1981).

## Pubblicazioni
- Vajanský prozaik ("Vajanský prosatore"), Bratislava, 1936
- Profily ("Profili"), Bratislava, 1946
- Medailóny ("Medaglioni"), Bratislava, 1960
- Osobne a neosobne ("Personalmente e non"), Bratislava, 1983
- Vybrané spisy Alexandra Matušku 1–4 ("Scritti scelti di Alexander Matuška"), Bratislava, 1972-1978
- O literatúre ("Sulla letteratura"), Bratislava, 1973